# ライヴ! (カサンドラ・ウィルソンのアルバム)
『ライヴ!』（原題：Live）は、アメリカ合衆国の歌手カサンドラ・ウィルソンが1991年に録音・発表したライブ・アルバム。

## 背景
収録曲のうち3曲は、ウィルソン名義のアルバムには初収録となったオリジナル曲で、そのうち「ソウル・メレンゲ」は、ウィルソンもボーカルと作詞で参加したスティーヴ・コールマン&ファイヴ・エレメンツのアルバム『Sine Die』（1988年）からの曲である。本作と同時期にレーザーディスクとして発売された映像作品は、本作と同じ1991年4月18日のミュンヘン公演の模様を収録しているが、「ロック・ジス・コーリング」は外された。

## 反響・評価
アメリカでは総合アルバム・チャートのBillboard 200には入らなかったが、『ビルボード』のジャズ・アルバム・チャートでは23位を記録した。スコット・ヤナウはオールミュージックにおいて5点満点中2点を付け「カサンドラ・ウィルソンは、このコンサートが行われた頃においても、自分自身のスタイルを暗中模索していた」と評している。

## 収録曲
1. ドント・ルック・バック - "Don't Look Back" (Jean-Paul Bourelly, Cassandra Wilson) - 5:55
2. ソウル・メレンゲ - "Soul Melange" (Steve Coleman, C. Wilson) - 11:35
3. ラウンド・ミッドナイト - "'Round Midnight" (Thelonious Monk, Cootie Williams, Bernie Hanighen) - 7:58
4. マイ・コーナー・オブ・ザ・スカイ - "My Corner of the Sky" (C. Wilson) - 9:43
5. ディスパレート・ムーヴ - "Desperate Move" (S. Coleman) - 12:07
6. ボディ・アンド・ソウル - "Body and Soul" (Edward Heyman, Robert Sour, Frank Eyton, Johnny Green) - 9:31
7. ロック・ジス・コーリング - "Rock This Calling" (S. Coleman, C. Wilson) - 12:16

## 参加ミュージシャン
- カサンドラ・ウィルソン - ボーカル
- ジェームス・ワイドマン - ピアノ、シンセサイザー
- ケヴィン・ブルース・ハリス - エレクトリックベース
- マーク・ジョンソン - ドラムス